# Biberwier
Biberwier település Ausztria tartományának, Tirolnak a Reutte járásában található. Területe 29,4 km², lakosainak száma 627 fő, népsűrűsége pedig 21 fő/km² (2014. január 1-jén). A település 989 méteres tengerszint feletti magasságban helyezkedik el.
A település részei: Biberwier, Fernpaß, Marienberg és Schmitte.

## Fordítás
- Ez a szócikk részben vagy egészben  a   Biberwier című angol Wikipédia-szócikk ezen változatának fordításán alapul.  Az eredeti cikk szerkesztőit annak laptörténete sorolja fel. Ez a jelzés csupán a megfogalmazás eredetét és a szerzői jogokat jelzi, nem szolgál a cikkben szereplő információk forrásmegjelöléseként.